# Hvorfor spurgte de ikke Evans?
Hvorfor spurgte de ikke Evans? (engelsk: Why Didn't They Ask Evans?) er en spændingsroman fra 1934, skrevet af Agatha Christie.
Den er af den type romaner, forfatterinden selv betegnede som "lette at skrive".  Ingen af Christies sædvanlige detektiver, Hercule Poirot og Jane Marple deltager i opklaringen.

## Plot
Lady Francis Derwent, blandt venner kaldet "Frankie" kan minde en del om "Bundle" fra Brevet der dræbte og De syv urskiver. Begge er unge adelige kvinder fuld af eventyrlyst. Gennem vennen, præstesønnen Bobby Jones, bliver Frankie involveret i en sag, hvor en mand tilsyneladende kommer ud for en ulykke; men de to eventyrere er overbeviste om, at han blev myrdet. Frankie udnytter sin sociale position til at opsnuse forskellige detaljer om offerets formodede omgangskreds, hvorefter hun og Bobby bliver udsat for en del farefulde situationer, som de langt hen ad vejen selv roder sig ud i. Inden skurken og dennes motiv afsløres, udsættes de begge for drabsforsøg, men det lykkes dem i sidste øjeblik at undgå døden. Der forekommer ligeledes flere andre dødsfald, som næppe er af naturlige årsager. Det er således i nogen grad en spændingsroman, selv om Christie også placerer nogle spor, der kan hjælpe læseren med at gætte, hvem skurken eller skurkene er.  Af og til er dialogen mellem de to hovedpersoner ret banal, og en del læsere vil nok være enig med en anmelder, der fremhæver, at dialogen burde være strammet op. Et eksempel herpå i dansk oversættelse:
""-Det er det værste ved ægteskabet, sagde han. -Hvad siger du?.. -Hallo. -Hallo, hvorfor ægteskabet? Og hvis?-Det var en generel betragtning, sagde Bobby -Ja?- Om ægteskabets ødelæggende virkninger- Hvem er ødelagt"".

## Udgaver på dansk
- Carit Andersen (De trestjernede kriminalromaner); 1965 (Titel:Hændeligt uheld)
- Peter Asschenfeldt; 1999. Bemærk, at denne oversættelse bærer præg af, at oversætteren ikke er fortrolig med golfsportens fagudtryk.